# Imaginasamba
O Imaginasamba é um grupo brasileiro de pagode. Formado em Nova Iguaçu no início da década de 2000, o grupo começou sua carreira tocando em casas noturnas do município de Nova Iguaçu e, em 2002 lançou o seu primeiro álbum.

## História
Tudo começou no início da década de 2000 um grupo de amigos se conheceram em Nova Iguaçu e formou o Imaginasamba, no início eles não tinham ambição, simplesmente tocavam música para se divertir entre amigos, o grupo que no início de carreira tocava em casas noturnas do município de Nova Iguaçu tinha o repertório baseados nos músicos e bandas: Pique Novo, Jorge Aragão, Swing & Simpatia e Almir Guineto. Em 2002, o grupo lançou o primeiro álbum Ideias do Amor que tem 14 músicas, entre estas músicas estavam as músicas "Idéias do amor", "Duvido" e "Para de Pirraça".
Em 2004, lançam o CD "Proposta" pela gravadora EMI, que tem as músicas "Proposta", "Contratempo" , "Meu Coração", "Ainda é Cedo Pra Dizer Bye, Bye" e "Cidade Neon", tendo as músicas "Para de Pirraça" e "Duvido" em versões ao vivo. 
Em 2005, o grupo lança o CD "Proposta" na extinta casa de shows Via Show, foi uma grande festa regada de convidados como Sorriso Maroto, Pique Novo, Swing & Simpatia, e entte outros. No mesmo ano Suel deixa o grupo brevemente para seguir carreira solo.
Em 2007, após uma breve saida do cantor Suel disco Imaginasamba Ao Vivo foi pela Warner Music. Esse CD teve os seguintes sucessos "Idéias do amor", "Proposta" "Ainda é cedo pra dizer bye, bye", "Quem é esse cara?" e "Duvido".
Em 2009 o grupo disponibilizou pela Internet um CD chamado "Bobagens" , que teve sucessos como "Bobagens", Sempre perto de mim" , e regravações como: "Velho Camarada" de Tim Maia, que tem a participação do cantor Rodriguinho, e Céu de Santo Amaro. 
Em 2011 os pagodeiros lançam o álbum As Melhores do Imaginasamba Ao Vivo que foi na verdade o relançamento do álbum Imaginasamba Ao Vivo. No mesmo ano eles lançaram o CD "Com Você Tô completo", que alavancou ainda mais a carreira do grupo, tendo sucessos como: "Com Você Tô Completo", e "Não fui homem pra te merecer".
Em 2013, lançam seu 1° DVD do grupo chamado Imagina 10 Anos gravado ao vivo no Citibank Hall no estado do Rio de Janeiro e minutos antes do grupo começar a gravar foi que o Imaginasamba assinou o contrato com Warner Music. Este trabalho teve a produção de Bruno Cardoso (integrante do Sorriso Maroto) e Lelê. Com sucesso na música "Me Assume Ou Me Esquece", e com várias participações de Naldo Benny, Sorriso Maroto, Grupo Pixote e Nosso Sentimento, o álbum contou com músicas novas como "Sem Vestígios", "Eu Noto" e "Contramão" e sucessos como "Com Você Tô Completo", "Duvido" e "Proposta" e neste mesmo ano nas festas do Réveillon de 2013 o Imaginasamba fez show e foi um dos principais destaques daquele lugar, o show aconteceu no estado do Rio de Janeiro na Praia do Recôncavo, em Sepetiba.
Em 2014 lançam o álbum "Você Ou Ninguém Mais", a música "Crise" teve a participação de Ludmilla, e neste ano o grupo teve no Facebook mais que um milhão de seguidores.
No ano seguinte, 2015, o grupo lança o álbum "Proposta Indecente", tendo como singles "Na Alegria ou Na Tristeza" e "Saber que Pensa Em Mim".
Em 2016 lançaram o seu 2º DVD, gravado na Expo Itaguaí um ano antes, chamado "Imaginasamba Ao Vivo no Rio de Janeiro" que conteve músicas dos discos anteriores e contou com participação de Xande de Pilares na música "Preciso Te Amar", sucesso do grupo Grupo Revelação.
Em 2017, o grupo lançou o álbum "Apaixonado", o clipe do single "Você Não Tem Noção" conta com a participação especial da atriz e cantora Lua Blanco.
Em 2018 foi lançado o álbum "Do Nosso Jeito", tendo como faixas principais "Perco a Linha", "Só Você Não Vê" e "Do Nosso Jeito" e contando com uma faixa medley com as músicas "Deixa Eu Te Querer" sucesso na voz do cantor Gustavo Lins e "Opções" do grupo Os Mulekes. O clipe oficial da música "Só Você Não Vê" conta com as participações especiais das atrizes Carla Diaz e Vera Fischer.
No fim de 2018, o vocalista Suel revelou que iria deixar o grupo para seguir carreira solo a partir de 2019. Juninho, ex-vocalista do grupo Disfarce, foi chamado pelos integrantes do Imaginasamba para assumir os vocais do grupo após a saída de Suel.
Em 2019, com a nova formação do grupo, começou a caminhada para escrever mais um capítulo da história do "Imaginasamba". O DVD "Antes e Depois" contou com a participação de grandes nomes da música, entre eles: Sorriso Maroto, Vitinho, Dilsinho, Ferrugem, Jojo Todynho, Swing e Simpatia, Chininha e Príncipe e Pedro Felipe.

## Integrantes
Estes são ou foram integrantes do grupo, a lista está em ordem alfabética
- Japona: tantan
- Gné: pandeiro
- Leandrinho: teclado
- Marquinhos: surdo
- Marcel Vale: voz

## Discografia[1]
| Álbuns | Álbuns                                 | Álbuns   | Álbuns       |
| Ano    | Título                                 | Mídia    | Gravadora    |
| ------ | -------------------------------------- | -------- | ------------ |
| 2002   | Ideias do Amor                         | CD       | Indepedente  |
| 2004   | Imaginasamba                           | CD       | Indepedente  |
| 2005   | Proposta                               | CD       | Warner Music |
| 2007   | Imaginasamba Ao Vivo                   | CD       | Warner Music |
| 2011   | As Melhores do Imaginasamba Ao Vivo    | CD       | Warner Music |
| 2012   | Com Você Tô Completo                   | CD       | Warner Music |
| 2013   | Imagina 10 Anos                        | CD e DVD | Warner Music |
| 2014   | Você Ou Ninguém Mais                   | CD       | Warner Music |
| 2015   | Proposta Indecente                     | CD       | Warner Music |
| 2016   | Imaginasamba Ao Vivo no Rio de Janeiro | CD e DVD | Warner Music |
| 2017   | Apaixonado                             | CD       | Warner Music |
| 2018   | Do Nosso Jeito                         | CD       | Warner Music |
| 2019   | Antes e Depois                         | DVD      | Warner Music |

### Singles[1]
- "Duvido"
- "Pára de Pirraça"
- "Idéias do Amor"
- "Proposta"
- "Ainda é Cedo Pra Dizer Bye, Bye"
- "Quem é esse cara?"
- "Com Você Tô Completo"
- "Me Assume Ou Me Esquece"
- "Sem Vestígios"
- "Vá com Deus".
- "Retrô".
- "Na Alegria ou Na Tristeza"
- "Pretexto"
- "Você Não Tem Noção"
- "Por Mais Cem Anos"
- "Perco a Linha"
- "Só Você Não Vê"
- Antes e Depois